# Cesare Torelli Romano
Pour les articles homonymes, voir Romano.
Cesare Torelli Romano (né à Rome et mort en 1615) est un  peintre italien  de la fin de la Renaissance qui a été actif à Rome.

## Biographie
Cesare Torelli Romano a fait son apprentissage auprès de  Giovanni De Vecchi. Il a travaillé à Rome sous le pontificat de Paul V et  a réalisé aussi bien les peintures que les mosaïques de la Bibliothèque apostolique vaticane et de la Scala Santa de l'Archibasilique Saint-Jean-de-Latran de Rome.

## Œuvres
- Deux Sibylles, Église Santa Maria dell'Orto, Rome.

## Sources
- (en) Cet article est partiellement ou en totalité issu de l’article de Wikipédia en anglais intitulé « Cesare Torelli » (voir la liste des auteurs).